# Белхув
Белхув (пол. Bełchów) — село в Польщі, у гміні Неборув Ловицького повіту Лодзинського воєводства.
Населення — 2199 осіб (2011).
У 1975-1998 роках село належало до Скерневицького воєводства.

## Демографія
Демографічна структура станом на 31 березня 2011 року:
|          | Загалом | Допрацездатний вік | Працездатний вік | Постпрацездатний вік |
| -------- | ------- | ------------------ | ---------------- | -------------------- |
| Чоловіки | 1056    | 236                | 713              | 107                  |
| Жінки    | 1143    | 220                | 679              | 244                  |
| Разом    | 2199    | 456                | 1392             | 351                  |